# Kambodjaskräddarfågel
Kambodjaskräddarfågel (Orthotomus chaktomuk) är en nyligen upptäckt fågel som tillhör familjen cistikolor inom ordningen tättingar.

## Upptäckt
Kambodjaskräddarfågel observerades första gången 2009 i Kambodjas huvudstad Phnom Penh under en studie av fågelinfluensan. Den beskrevs den formellt 2013 vilket klargjorde att det rör sig om en god art, men relativt nära besläktad med svarthalsad skräddarfågel (Orthotomus atrogularis).

## Kännetecken
Kambodjaskräddarfågeln är en liten fågel, ungefär stor som en gärdsmyg. Den har en orangeröd tofs på huvudet, svarta fjädrar på övre delen av bröstet och är i övrigt svartgrå, med brunktig vingovansida och något ljusare bröst. 

## Utbredning och levnadsmiljö

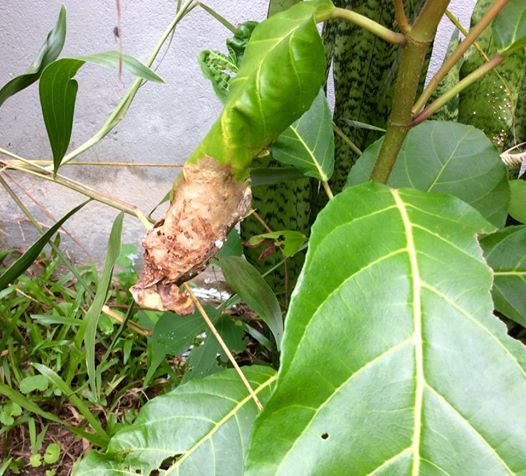
Kambodjaskräddarfågelns bo

Arten är endemisk för Kambodja. Den förekommer förmodligen enbart på Mekongs flodslätter i ett områden där Bassacfloden, Mekong och Tonlé Sap möts, i ett habitat som består av tät buskmark.

## Familjetillhörighet
Cistikolorna behandlades tidigare som en del av den stora familjen sångare (Sylviidae). Genetiska studier har dock visat att sångarna inte är varandras närmaste släktingar. Istället är de en del av en klad som även omfattar timalior, lärkor, bulbyler, stjärtmesar och svalor. Idag delas därför Sylviidae upp i ett antal familjer, däribland Cisticolidae.

## Status
Kambodjaskräddarfågeln tros minska i antal till följd av omvandling av dess levnadsmiljö. Den verkar dock anpassningsbar och kunna tolerera degradering, så länge vissa miljöer återstår. Internationella naturvårdsunionen (IUCN) kategoriserar den som nära hotad.

## Namn
Fågelns vetenskapliga artnamn kommer av Krong Chaktomuk (= "staden med fyra ansikten), ett gammalt khmernamn på Kambidjas huvudstad Phnom Penh. Fågeln kallades tidigare kambodjansk skräddarfågel på svenska.